# ادمون سيوارد
ادمون سيوارد (بالإنجليزية: Edmond Seward)‏ هو كاتب سيناريو أمريكي، ولد في 26 سبتمبر 1906 في زينيا في الولايات المتحدة، وتوفي في 12 فبراير 1954 في لوس أنجلوس في الولايات المتحدة.

## وصلات خارجية
- ادمون سيوارد على موقع IMDb (الإنجليزية)
- ادمون سيوارد على موقع قاعدة بيانات الفيلم (الإنجليزية)
- ادمون سيوارد على موقع كينوبويسك (الروسية)